# 勒姆尼切盧鄉 (布勒伊拉縣)
45°17′N 27°32′E / 45.283°N 27.533°E
勒姆尼切盧鄉（羅馬尼亞語：Comuna Râmnicelu, Brăila），是羅馬尼亞的鄉份，位於該國東南部，由布勒伊拉縣負責管轄，面積23平方公里，海拔高度18米，2007年人口2,216，人口密度每平方公里96人。